# Bataille de Tzeki
Première guerre de l'opium
Batailles
m
- Kowloon
- Chuanbi (1re)
- Chusan (1re)
- Barrière
- Chuanbi (2e)
- Bogue
- Première barre
- Whampoa
- Broadway
- Canton (1re)
- Canton (2e)
- Sanyuanli
- Amoy
- Chusan (2e)
- Chinhai
- Ningpo
- Tzeki
- Chapu
- Woosung
- Chinkiang
- Nerbudda

La bataille de Tzeki (Battle of Tzeki)  oppose les forces britanniques et chinoises le 15 mars 1842 lors de la première guerre de l'opium, non loin de la ville de Ningpo, où une contre-attaque chinoise avait échoué quelques jours plus tôt. L'affrontement se conclut par une défaite pour les troupes Qing, pourtant largement en supériorité numérique.
Comme toujours durant cette guerre, les officiels chinois envoient de faux rapports à l'empereur Daoguang après la défaite dans lesquels ils minimisent considérablement leur avantage numérique et maximalise au contraire les pertes britanniques et la combativité des troupes chinoises qui en réalité quittaient souvent le champ de bataille sans combattre ou dont les soldats étaient parfois sous l'empire de l'opium. Ces faux rapports empêchaient la cour impériale de prendre les mesures adéquates et la persuadaient qu'une victoire était imminente, refusant ainsi de conclure une paix avec les Britanniques et aggravant la situation militaire chinoise.

## Bataille
Après l'attaque infructueuse de la bataille de Ningpo, une escarmouche éclate à environ 30 kilomètres à l'extérieur entre l'avancée des troupes britanniques et les restes de l'armée Qing, qui auraient dû attaquer Ningbo sous les ordres du prince Yijing (de). Les Britanniques dirigent une force à bord des HMS Queen, Nemesis et Phlegeton jusqu'à la petite ville de Tzeki qu'ils choisissent comme cible car ils la considèrent comme une base potentielle pour de nouvelles attaques militaires Qing contre le corps expéditionnaire britannique. Quelques pièces d'artillerie de campagne soutiennent 1 200 soldats britanniques contre environ 8 000 Chinois. Malgré une position de départ favorable, les troupes chinoises se retrouvent encerclées par les unités britanniques sur les hauteurs. La résistance chinoise s'effondre finalement après de lourdes pertes.

## Conséquences
Les Britanniques ont très peu de pertes, avec trois tués et une vingtaine de blessés. Du côté chinois, en revanche, les pertes sont estimées à environ 1 000 morts, dont de nombreux blessés restés sur le champ de bataille qui n'ont pas survécu. Yiying tente de dissimuler sa défaite militaire en envoyant des informations erronées dans ses rapports à l'empereur Daoguang.
Les Britanniques continuent à avancer de Tzeki à Changxiling et le commandant des troupes chinoises fuit devant leur approche. Le 17 mars 1842, le contingent britannique retourne à Ningbo.